# 甘古拜·卡蒂娅瓦迪
甘古拜·卡蒂娅瓦迪（原名為Ganga Harjivandas，同稱為Gangubai Kothewali 或Gangubai Kathiawadi，1907年—1977年9月8日）是1960年代印度孟买的卡马提普拉地区的社会活动家。甘古拜为性工作者和孤儿貢獻良多。 她逐渐最终经营了自己的妓院，并且还为商业性工作者的权利进行游说，爭取其權利。 
甘古拜極力推動性交易合法化，又著力改善孤兒生活環境與福利，以自身影響力喚起印度人對人權的尊重。

## 生平
她被称为卡马提普拉夫人，因为她是该市有影响力的性行業操控者，与黑社会有联系，並贩卖毒品。晚年（大概在1964年间），她找尋到前總理贾瓦哈拉尔·尼赫鲁，讨论性工作者的困境，并要求改善他们的生活条件。  
甘古拜本人逝世後，即使卡馬提普拉紅燈區現時已無過往般旺盛，但後人仍不忘甘古拜的貢獻，为此，过去大家都恭敬地称呼Gangubai Ganga Maa （母亲）。在她去世后，她的照片和雕像被竖立在该地区的妓院內。

## 流行文化
作家兼调查记者侯賽因·薩迪在2011年出版的《孟买黑手党皇后》一书中记录了她的生平。
2022年印度印地语Netflix电影《孟買大家姐》以甘古拜的生平和侯賽因·薩迪书中的其中一個章節为基础，由山傑·李拉·班沙里执导，女演员艾利雅·巴特飾演甘古拜。  

## 爭議
雖然《孟買大家姐》等作品將甘古拜描繪為妓女，但對於甘古拜本人是否從事賣淫行業，現仍存在爭議。
自稱甘古拜養子的Babuji Shah等人提出訴訟，認為他們沒有經過家屬同意便將甘古拜描繪成娼妓是種誹謗。然而，由於他是在1947年被甘古拜收養，但印度當地收養相關法律是在1956年才成立，由於無法提出法律證明他和甘古拜的關係，因此訴訟被駁回。